# الوقف في اليمن

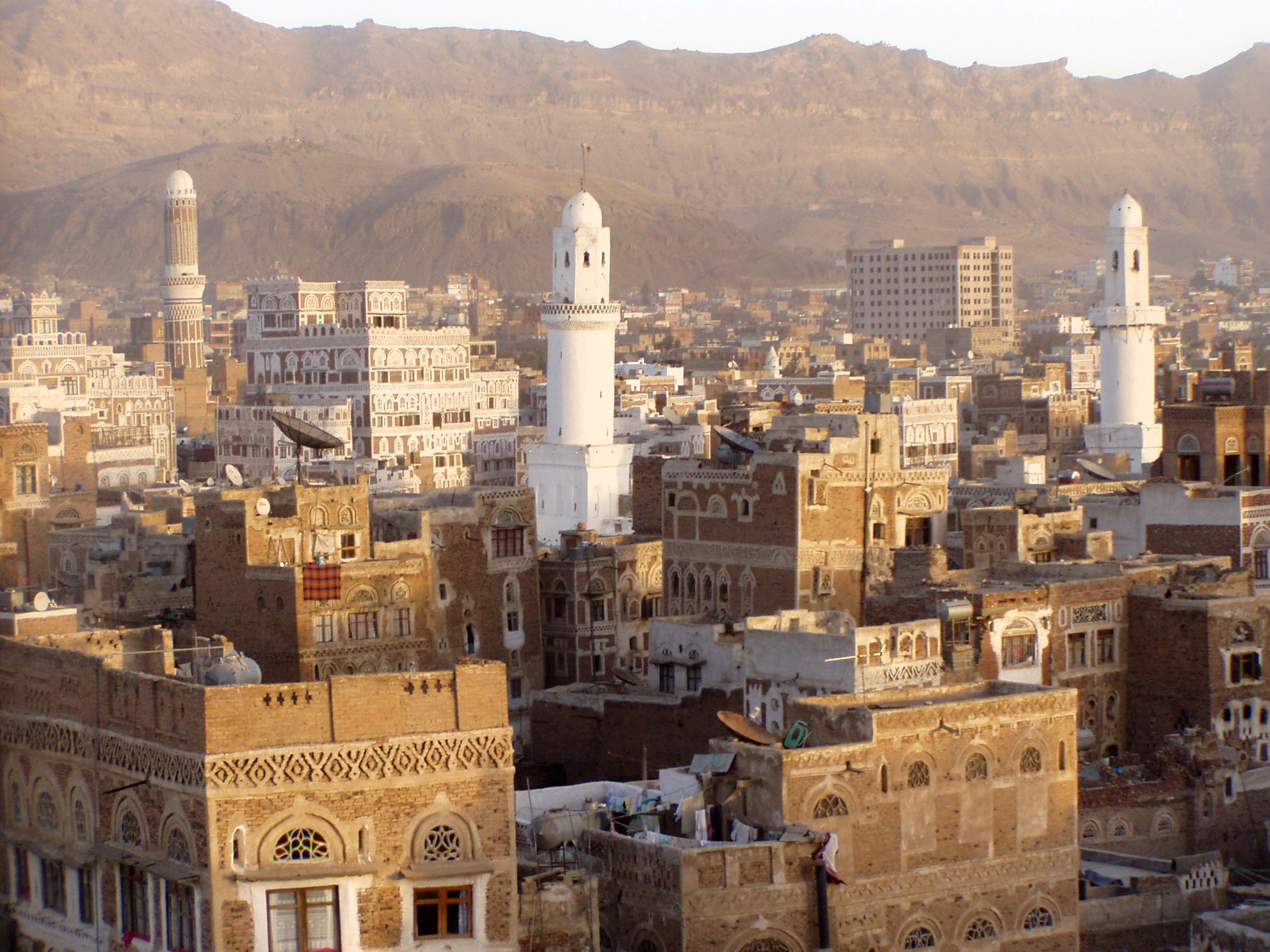
منظر لمدينة صنعاء القديمة والمئذنتان البيضاوتان هما مئذنتا الجامع الكبير بصنعاء، بني في العام السادس للهجرة، ويعتبر أول مسجد بني خارج مكة والمدينة، أما المئذنة الأخرى في الصورة فهي تعود لمسجد البكيرية.

الوقف في اليمن عرفت اليمن الوقف منذ دخول الإسلام إليها، وأُنشئت في اليمن العديد من الأوقاف في عهد رسول الله ﷺ، ومنها الجامع الكبير بصنعاء، الذي يُعَد أول وقف إسلامي في اليمن، واستمر انتشار الأوقاف في اليمن في زمن الخلفاء الراشدين، ومن بعدهم الأمويين والعباسيين، وكذالك في عهد الدويلات المستقلة، ثم جاء عهد الدولة الأيوبية (569هـ)، وازدادت الأوقاف في اليمن عما كانت عليه في عهد الدويلات السابقة التي حكمت اليمن، وأطلق عليه في عهد الدولة الرسولية (626هـ - 858هـ)، العصر الذهبي في اليمن، إذ شهدت اليمن تطوراً ملحوظاً في مختلف جوانب الحياة، مما كان له الأثر الواضح على الأوقاف، لا سيما في القرنين السابع والثامن الهجريين، ثم جاء عهد الدولة العثمانية (945هـ)، واستمر الوقف على المدارس والجوامع، ولكنها لم تصل إلى ما وصلت إليه في العهد الرسولي، وتم تشكيل وزارة الأوقاف لأول مرة في اليمن بعد عام 1962م.

## نشأة الوقف في اليمن
لقد وُجِدَت بعض الأنظمة المشابهة للوقف في اليمن قبل دخول الإسلام إلى اليمن، ومن ذلك الأراضي الزراعية التي خُصِّصَت لأماكن العبادة من قبل ملوك تبع، ومثلها ما خصَّصته الملكة بلقيس على المعابد، ولا يوجد في أخبار أهل الأخبار ما يفيد بوجود حبوس كبيرة وكثيرة، على المعابد في العربية الغربية أو العربية الوسطى أو العربية الشرقية، على نحو ما وجد في اليمن.
وأما نشأة الوقف الإسلامي في اليمن، فقد عرفته اليمن منذ دخول الإسلام اليمن، ويُعَد الجامع الكبير في صنعاء أول وقف في اليمن، وبعد ذلك انتشرت الأوقاف في اليمن.
وقد شجعت تلك الأوقاف على زيادة التكافل الاجتماعي بين الناس في المجتمع، وأصبحت ظاهرة الوقف الإسلامي من أسمى الظواهر الاجتماعية والعلمية التي عرفها المجتمع اليمني، لانتشارها بشكل واسع في عموم مناطق ومدن اليمن وقراها، وقد تنوعت الأوقاف وتعددت أغراضها في اليمن كما في غيرها من البلدان الإسلامية، إذ إن الواقفين أوقفوا أراضيهم الزراعية التي تميزت بمواقعها المهمة، ووفرة مياهها، وجودة تربتها، وكثرة خيراتها ومنتجاتها الزراعية ومردودها المالي الكبير.

## الوقف في اليمن خلال عهد النبوة والصحابة
بعد دخول الإسلام إلى اليمن انتشرت الأوقاف فيها، وتذكر الروايات التاريخية إن اليمن شهد مع بزوغ فجر الإسلام بناء ثلاثة مساجد ومصلى للعيد في عهد النبوة:

### المسجد الكبير
وتذكر الروايات أن الجامع الكبير بصنعاء بُني سنة ست للهجرة النبوية، وكان الوقف عليه هو أول وقف عُرف في اليمن، ومن ثم توالت الأوقاف على المساجد في مختلف المدن اليمنية، وانتشرت الأوقاف المخصصة للمساجد والجوامع وما تزال إلى يومنا هذا.

### جامع الجند

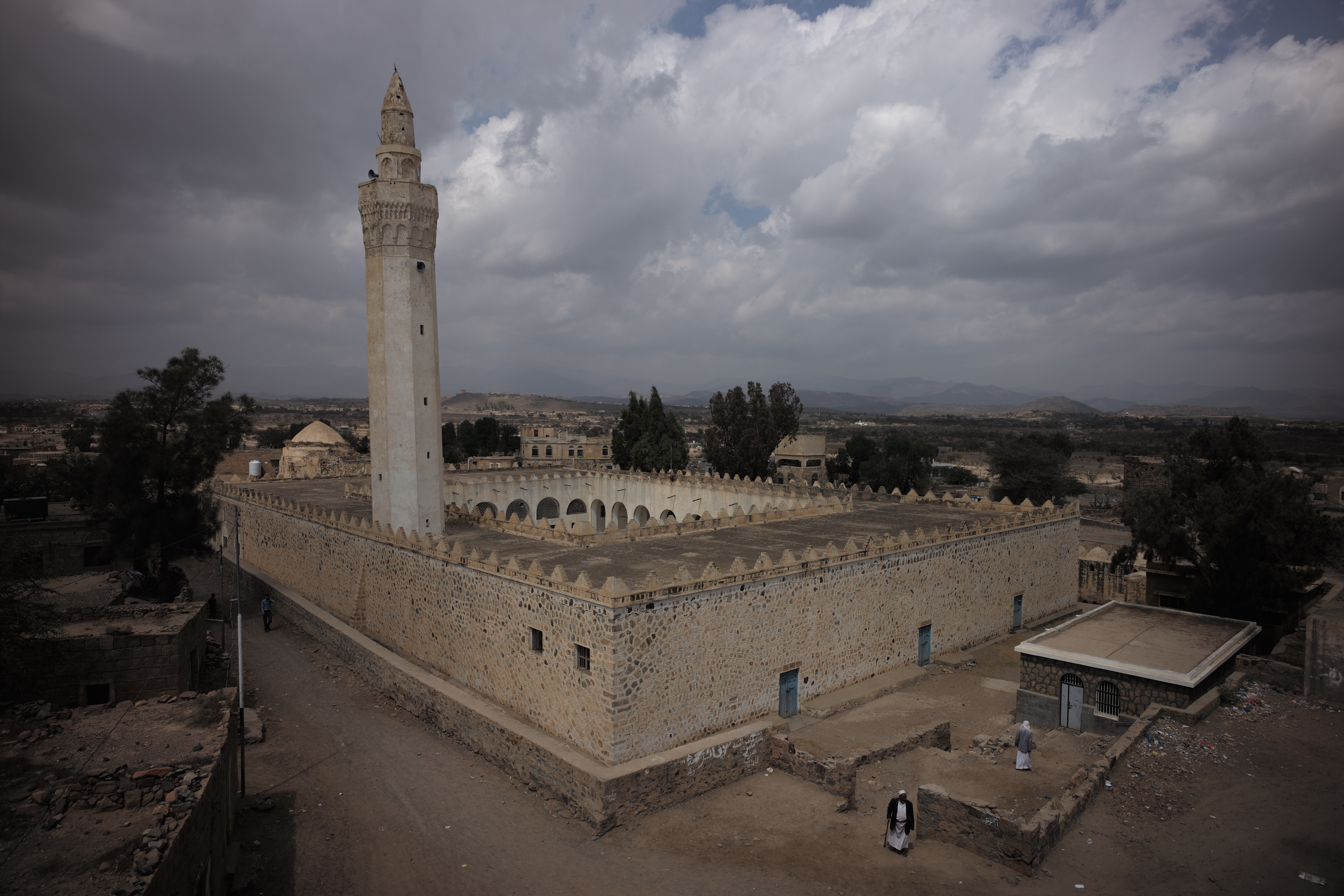
جامع الجند، تعز - اليمن

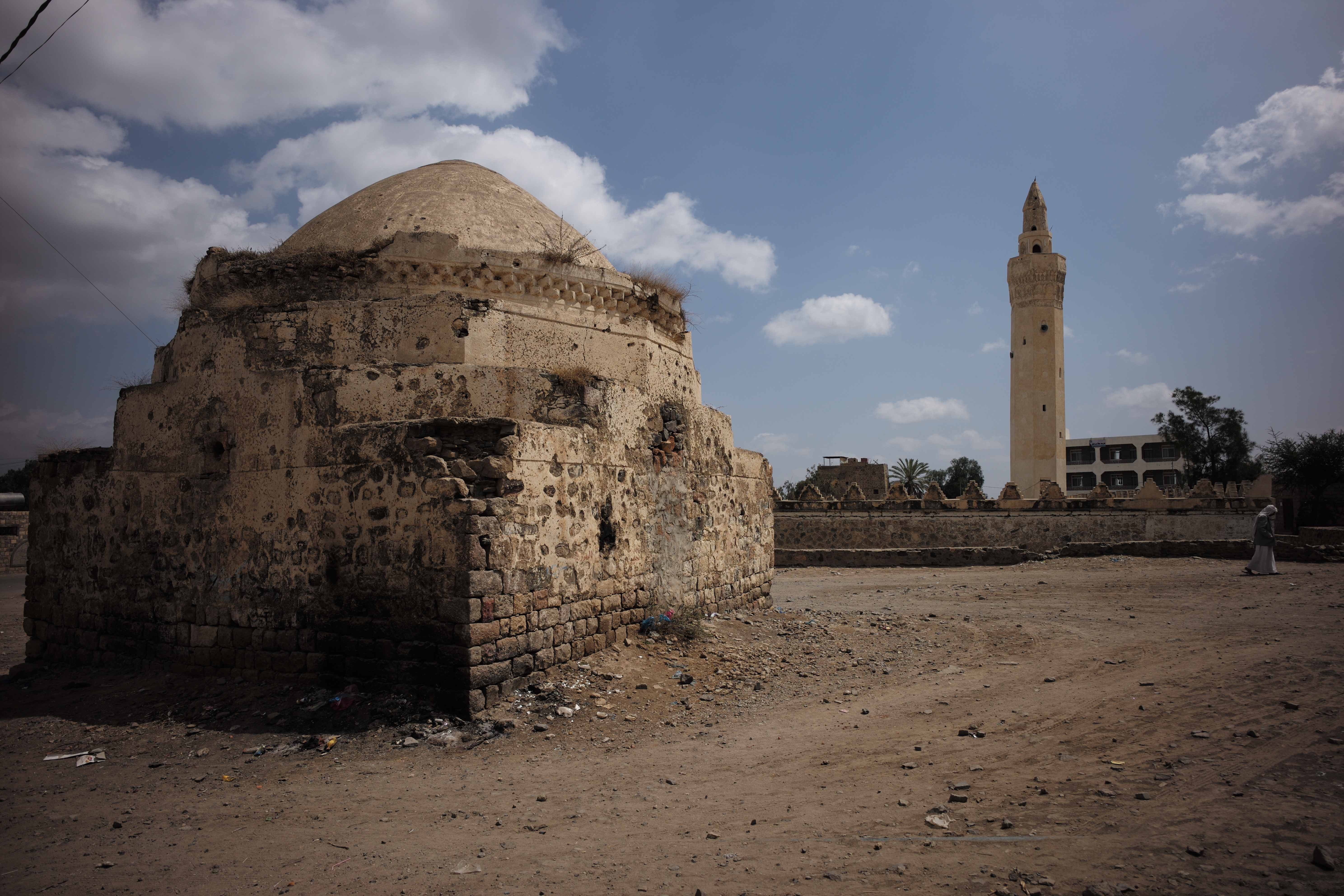

وبناه معاذ بن جبل عندما أرسله النبي ﷺ إلى اليمن في العام الثامن الهجري، وقيل: إن أول وقف ذري في اليمن، كان لطاووس بن كيسان الحميري الأبناوي، على جامع الجند وعلى ذريته، وذلك في القرن الأول الهجري.

### جامع الأشاعر بزبيد
الذي بناه أبو موسى الأشعري وقومه في العام الثامن الهجري، وسمي باسم قبيلة الأشاعرة.

### مصلى العيد
أُقيم أول مصلى للعيد في اليمن في عهد رسو الله ﷺ، وبناها فروة ابن مسيك، حيث قام بالبحث عن مكان للناس ليكون مصلى للعيد، وكان المكان لولدين من أبناء جمال الأبناوي، فاشترى نصيب أحدهما، وأما الآخر فوقف نصيبه في سبيل الله، وكان هذا أول مصلى للعيد في اليمن.

### مسجد برأس وادي زبيد
ومن الأوقاف في اليمن خلال عهد الصحابة، مسجد برأس وادي زبيد: يُعرف بمسجد معاذ بن جبل، بناه عندما كان يتردد ما بين الجند وزبيد.

## الوقف في اليمن خلال العهد الأموي
ازدهرت حركة بناء المساجد في عهد الأمويين ازدهارًا كبيرًا، فوسعوا المساجد التي كانت موجودة من قبل، ومنها: المسجد الكبير في صنعاء.
ومن الأوقاف التي اشتهرت في اليمن خلال العهد الأموي، وقف طاووس بن كيسان الحميري الأبناوي، وهو وقف على جامع الجند وعلى ذريته في القرن الهجري الأول.

## الوقف في اليمن خلال العهد العباسي
ومن النماذج الوقفية في العهد العباسي في اليمن:

### أوقاف الحسين بن سلامة
أنشأ الحسين بن سلامة المساجد والجوامع الكبار والمنابر الطوال من حضرموت إلى مكة وطول هذه المسافة ستون يوما، وحفر الآبار والقلب في المفاوز، وآثاره كثيرة.

### أوقاف الطواشي مختص
وهو الذي بنى مطاهير الجامع بذي اشرق واوقف عليه وعلى درسة يدرسون العلم وقفا جيدا جعل نظر ذلك الى ذرية الفقيه الجنيد مقدم الذكر وله وقف على مسجد الجند ومقدمة قرآن ومسجد المخا والخوخة في الساحل جعل بنائه الى عصرنا.

## الوقف في اليمن خلال العهد الأيوبي
ازدادت الأوقاف في اليمن خلال العهد الأيوبي، بشكل واضح، حيث قام بنو أيوب بتنشيط الحركة العلمية عن طريق الوقف على التعليم، وإنشاء أماكن تلقي العلوم، ونذكر من ذلك:

### أوقاف الملك المعز بن طغتكين الأيوبي (579هـ إلى593هـ)
يعتبر أول من سعى لتطوير البنية التحتية للمجتمع اليمني، وخصص أوقافاً كثيرة لدعم المساجد، ودور العلم، وأوقف عليها من أحسن ما لديه من أراضي زراعية خصبة في وادي زبيد كوادي الحُريب والجرب والمسلب، وكذلك قدم الملك المعز إسماعيل بن طغتكين مثل ما قدم والده من دعم كبير، ودفع بسخاء لبناء المدارس الموقوفة في مناطق متفرقة من اليمن، وحبس عليها الأوقاف الكثيرة التي وصل نفعها إلى العديد من الفقراء والمساكين والمحتاجين في تعز وزبيد وغيرها من المناطق اليمنية التي نعم أهلها بخير الأوقاف.

### أوقاف عثمان الزنجيلي
حيث قام ببناء العديد من المساجد والمدارس في عدن، ووقف عليها الخانات والأسواق للإنفاق عليها، وما زاد عن ذلك يحول إلى الأوقاف على الحرمين.

## الوقف في اليمن خلال العهد الرسولي

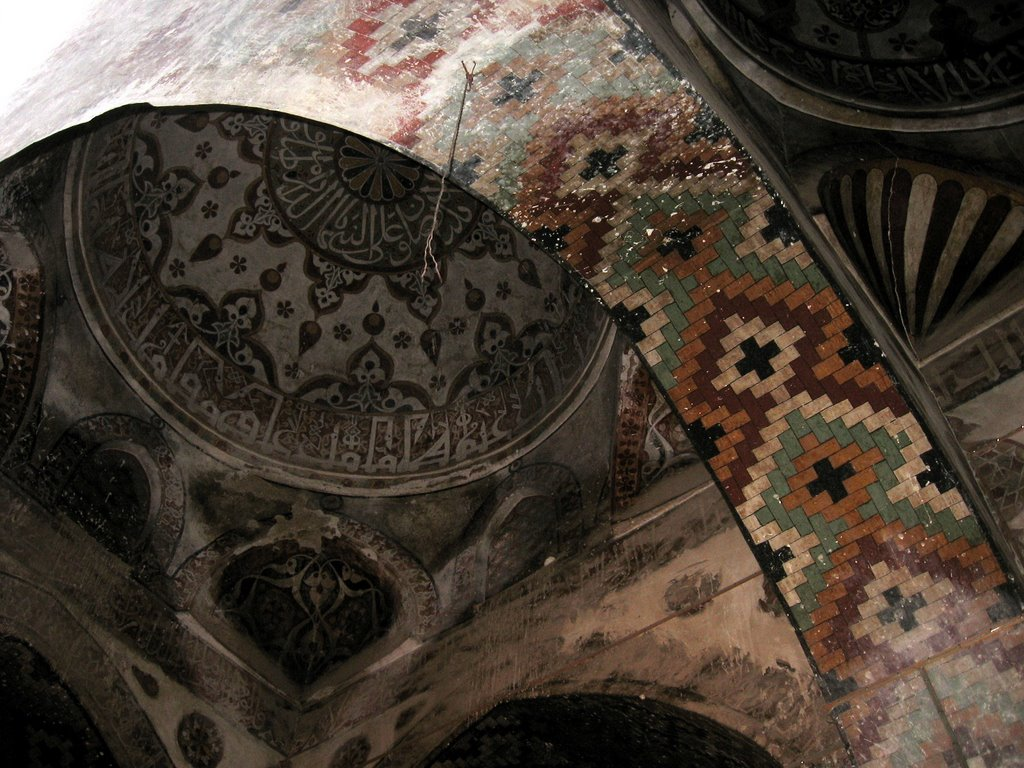
المدرسة الأشرفية بتعز.

ازدهرت الأوقاف في المجتمع اليمني واتسعت في عهد الدولة الرسولية التي عملت على زيادة نسبة الأوقاف والمصارف الوقفية المقدمة من قبل اليمنيين، والتي سخرت للصرف على مختلف المنشآت الاجتماعية والدينية والتعليمية من مساجد ودور علم وأيتام وضيف وغيرها، وقد شجعت تلك الأوقاف على زيادة التكاتف الاجتماعي بين الناس في داخل المجتمع اليمني، ولا سيما وأن ريعها وصل إلى بيوت الفقراء والمساكين والأيتام والأرامل وأبناء السبيل، وخفف من الأعباء المنوطة على كواهلهم، وساعدهم على مواجهة مستلزمات الحياة على الرغم من أوضاعهم المادية الصعبة التي لولا أموال الأوقاف لما تمكنوا من حل الكثير من مشكلاتهم الاجتماعية.

### أوقاف المنصور نور الدين عمر بن علي بن رسول
ومن أوقافه ابتناؤه مدرستين بمغربة تعز هما: الوزيرية والغرابية، فالوزيرية سميت بمدرسها من أهل الوزيرة، والغرابية بمؤذن كان يقال له عزاب، وكان من الصالحين، وابتنى بزبيد ثلاث مدارس للشافعية والحنفية، وبها مدرسة أخرى للحديث ايضاً، ثم إنه ابتنى من أول قرية في التهائم مسجدا في كل قرية ووقف على غالبها وقفاً جيداً، وكانت النويري اذ ذاك مفازة عظيمة يهلك الناس بها، فابتنى مسجداً فيها وجعل فيه اماماً ومؤذناً، واشترط لمن سكن معهما مسامحة فيما يزرعه فصارت قرية جيدة ينتفع الناس بها، ثم ابتنى في المنسكية المسجد ووقف عليه وقفاً نافعاً، وله المدرسة المنسوبة إليه في الجند، وله المدرسة المنسوبة اليه ايضاً في بعدن فعدة ما بنى من المدارس ثمان مدارس، وأما المساجد فلا تكاد تحصى وأفعاله في ذلك.

### أوقاف السلطان المؤيد داوود بن المظفر
فقد أنشأ أوقافاً كثيرة ومتنوعة، ومنها ما أنشأه في معزية تعز المعروفة بالمؤَيدية، وجعل فيها مدرساً ودرسة ومعيداً وإماماً ومؤَذناً ومعلماً وأيتاماً يتعلمون القرآن، ومقرئاً يقرئ القرآن بالسبعة الأحرف، ووقف عليها من الأراضي والكروم ما يقوم بكفايتهم، ووقف فيها خزانة من الكتب النفيسة، وابتنت كريمته مدرسة في مدينة زبيد ومسجداً فيتعز ومدرسة في ظفار الحبوضي أيضاً وجددت مسجداً في مدينة زبيد. وابتنى الخاندار مسجداً في مدينة تعز وهو الذي بين المعزية وعدينة وعنده الأحواض وبه تعرف إلى الآن فيقال مسجد الخاندار، وابتنى الأمير محمد بن ميكائيل الذي كان أستاذ داره مدرسة في زبيد وهي التي قبالة باب الشبارق.

## الوقف في اليمن خلال العهد العثماني
استمر الأوقاف في اليمن على المدارس والجوامع في العهد العثماني، ولكنها لم تصل إلى ما وصلت إليه في العهد الرسولي، ومن أوقاف العهد العثماني:

### أوقاف مصطفى باشا
الذي أنشأ العديد من المساجد والمدارس، ووقف على اثني عشر قارئاً مع مشرف عليهم في جامع الأشاعر بزبيد، وفراش للجامع وسقاء، وله أوقاف عديدة، استولت عليها بعض الأسر، ومن تلك الأوقاف أوقاف مدرسة مصطفى باشا، حيث بلغت أوقافها خمسمائة ميعاد.

### أوقاف المدرسة الإسكندرية
وهي المدرسة التي بناها إسكندر موز، وقد قام مصطفى باشا بإنشاء مدرسة في صنعاء، ووقف عليها وعلى السبيل الذي أقامه وقفاً جيداً.

### أوقاف كمال الرومي
فقد أنشأ المدرسة الكاملية بزبيد، ووقف عليها وقفاً كافياً.
وتم تقسيم الأوقاف في عهد الدولة العثمانية إلى وقف صنعاء وتوابعها ويتولاه ناظر ووقف خارجي، ويتولاه ناظر آخر، ومن العلماء الذي تولوا الأوقاف الداخلية: الجمال علي، ومحمد المطاع، اللذان استطاعا عام 1312هـ بفضل صداقتهما للوالي التركي أن يقوما بضبط الأوقاف، وحبس المعتدين على الوقف وذويهم، وأمر العمال بإجراء الحسابات وإحياء المساجد.
ثم تراجعت الأوقاف في اليمن في عهد الإمام يحيى وأولاده (1325هـ)، حيث بدأت الأوضاع تتدهور اقتصادياً، وأخذت الأسرة الحاكمة تستولي على الأوقاف، وتستأجرها وتماطل في سداد عائدات الأوقاف.

## الوقف في اليمن في العهد الحديث
وفي العهد الحديث، تعتبر وزارة الأوقاف والإرشاد الجهة الرسمية للإدارة الوقفية في الجمهورية اليمنية، والتي تشكلت بعد قيام ثورة السادس والعشرين من سبتمبر عام (1962م)، وعرفت أول وزارة وقفية بعد قيام الثورة بوزارة الأوقاف والشؤون الاجتماعية، ثم بعد فترة قصيرة تغير اسمها إلى وزارة الأوقاف وشؤون القبائل، ثم بعد فترة وجيزة عدل اسمها إلى وزارة الأوقاف، ولم يصدر قانون بتنظيمها إلا عام (1976م) مع وجودها في الحكومة منذ أول يوم تشكلت فيه الحكومة بعد قيام الثورة، وفي عام (1978م) أضيف إلى الوزارة الإرشاد فأصبحت تعرف باسم وزارة الأوقاف والإرشاد.
ونظرا لتطور الاختصاصات في الوزارة، والتوسع الذي شهدته بسبب النشاط المتزايد فيها والمهام الملقاة عليها، إضافة إلى تحقق الوحدة المباركة كان صدور القرار الجمهوري رقم (23) لعام (1992م) وسمي بقانون الوقف الشرعي إلا أنه ظل العمل بالقرارات السابقة حتى صدور قرار مجلس النواب رقم (7) لعام (1994م) بشأن الموافقة على القرار الجمهوري بالقانون رقم (23) لسنة (1992م)، ثم صدرت اللائحة التنظيمية الأخيرة بالقرار الجمهوري رقم (144) لعام (1995م)، ثم صدرت لائحة الانتفاع بأراضي الأوقاف تأجيراً واستثماراً بالقرار الجمهوري رقم (99) لعام (1996م).

## أوقاف المرأة المسلمة في اليمن
لم يقتصر الوقف في اليمن على الرجال فقط، بل ساهمت المرأة في ذلك، وكان لها دور بارز في تطوير التعليم والنهوض به، باذلة في ذلك الأموال الطائلة بما ينفع المصلحة العامة، ويُعد بناء المدارس والمساجد وتقديم الأوقاف عليها من أهم ما ساهمت به النساء، لما أدته هذه المدارس والمساجد في تخريج شريحة واسعة من العلماء والفقهاء، علماً بأن تلك المدارس لم تكن فقط مكاناً لتلقي العلوم وتدراسها، بل كانت مكاناً يتجمع فيه الطلاب من الفقراء والمحتاجين والأيتام، وموضع يتحصل فيه هؤلاء على الصدقات المختلفة من طعام وشراب وكسوة، تخفف من الأعباء المفروض على أسرهم توفيرها لهم، كجزء من متطلباتهم الدراسية.
تشير المنشآت العمرانية والمرافق العامة التي أنشأتها نساء بني رسول، والأوقاف التي خُصِّصت لتشغليها، وعدد نساء بني رسول اللآئي شاركن في الأوقاف، سواء كن أمهات للسلاطين أو زوجاتهم أو بناتهم أو أخواتهم، إلى أنه قد حدث تنافس بينهن في الأوقاف، وأن هذا التنافس قد صب في خدمة مجتمعهن، وفي حدوث نهضة علمية كبيرة ميزت العصر الرسولي، ولا سيما في مدينتي (تعز وزبيد)، ربما لأن هاتين المدينتين حظيتا بأن كانتا عاصمتي الدولة الرسولية.

## بعض نماذج لأوقاف المرأة المسلمة في اليمن

### وقف الدار الشمسي بنت المنصور نور الدين
أسَّست المدرسة الشمسية، التي تُنسب إليها، وأوقفت عليها أوقافاً جيدة، بوادي زبيد للإنفاق في العملية التعليمية فيها، التي قصرتها على تعليم القرآن، والحديث النبوي، إلى جانب كفالة تعليم القرآن لمجموعة من الأيتام، كما اشتملت المدرسة على إمام لمسجد المدرسة ومؤذن وقيّم، أُجريت عليهم المرتبات من وقف المدرسة، وكان للدار الشمسي مدارس أخرى خارج زبيد، ومنها المدرسة الشمسية في تعز.

### وقف نبيلة بنت الملك المظفر
أَسّست المدرسة الأشرفية، وأوقفت عليها في بنائها وفي تسيير العملية التعليمية فيها أموالاً كثيرة.
أوقاف دار الدملوة ودار الأسدية
ابتنتا مواضع عدة:
- فدار الدملوة بنت: مدرسة بزبيد ومسجداً بتعز ومدرسة بظفار.
- ودار الأسدية: ابتنت مدرسة بتعز بالحدبة ومدرسة بظفار وجددت بزبيد مسجداً.[13]

## وصلات خارجية
- الوقف الإسلامي في اليمن واثاره الاقتصادية
- الاوقاف في اليمن: الاطار الشرعي والقانوني للوقف ومقاصده العامه
- أثر الوقف في التنمية الاقتصادية والاجتماعية مع دراسة تطبيقية للوقف في اليمن